# Condado de Montgomery (Carolina del Norte)
El condado de Montgomery (en inglés: Montgomery County, North Carolina), fundado en 1779, es uno de los 100 condados del estado estadounidense de Carolina del Norte. En el año 2000 tenía una población de 26 822 habitantes con densidad poblacional de 21 personas por km². La sede del condado es Troy.

## Geografía
Según la Oficina del Censo, el condado tiene un área total de 1300 km² (501,9 mi²), de la cual 1274 km² (491,9 mi²) es tierra y 26 km² (10,0 mi²) es agua.

### Municipios
El condado se divide en once municipios: 
Municipio de Biscoe, Municipio de Cheek Creek, Municipio de Eldorado, Municipio de Little River, Municipio de Mount Gilead, Municipio de Ophir, Municipio de Pee Dee, Municipio de Rocky Springs, Municipio de Star, Municipio de Troy y Municipio de Uwharrie.

### Condados adyacentes
- Condado de Randolph - noreste
- Condado de Moore - este
- Condado de Richmond - sur
- Condado de Stanly - oeste
- Condado de Davidson - noroeste

### Área Nacional Protegida
- Bosque nacional Uwharrie (en parte)

## Demografía
En el 2000 la renta per cápita promedia del condado era de $32 903, y el ingreso promedio para una familia era de $39 616. El ingreso per cápita para el condado era de $16 505. En 2000 los hombres tenían un ingreso per cápita de $27 832 contra $21 063 para las mujeres. Alrededor del 15.40% de la población estaba bajo el umbral de pobreza nacional.

## Lugares

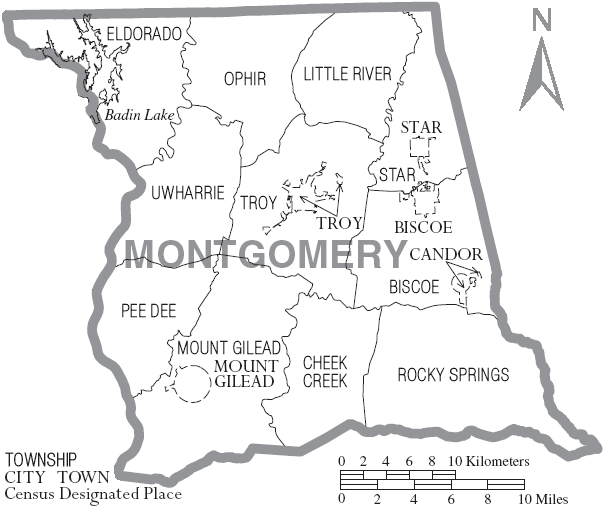
Mapa del Condado de Montgomery en Carolina del Norte con sus municipios

### Ciudades y pueblos
- Biscoe
- Candor
- Mount Gilead
- Star
- Troy

### Comunidades no incorporadas
- Black Ankle
- Ether
- Okeewemee
- Ophir
- Pee Dee
- Steeds
- Windblow